# Nhà thờ Thánh Ladislav ở Spišský Štvrtok
Nhà thờ Thánh Ladislav ở Spišský Štvrtok (tiếng Slovakia: Kostol svätého Ladislava v Spišský Štvrtok) là một nhà thờ Công giáo tọa lạc ở làng Spišský Štvrtok, vùng Prešov, Slovakia. Vào ngày 15 tháng 10 năm 1963, nhà thờ này được ghi danh vào Danh sách Di tích Trung ương theo quyết định của Bộ Văn hóa Cộng hòa Slovakia.

## Lịch sử
Nhà thờ Thánh Ladislav ở Spišský Štvrtok là một nhà thờ được xây dựng vào thế kỷ 13. Nhà thờ này được tái thiết theo phong cách kiến trúc Baroque lần lượt vào các năm 1693 và 1747. Công cuộc trùng tu nhà thờ diễn ra từ năm 1899 đến năm 1901, dựa trên bản thiết kế của kiến trúc sư L. Steinhausz.

## Miêu tả
Nhà thờ Thánh Ladislav ở Spišský Štvrtok là một tòa nhà một gian. Ở phía bắc nhà thờ này là phòng tế lễ và tháp chuông. Mặt tiền của nhà thờ nhẵn. Ở phần phía trên của tháp chuông có các cửa sổ theo kiểu La Mã. Bàn thờ chính của nhà thờ được xây vào năm 1704 theo phong cách Baroque. Bức tượng thiên thần gần bục giảng có niên đại vào thế kỷ 18, xung quanh là tượng của các nhà truyền giáo.